# Olympische Jugend-Sommerspiele 2010/Teilnehmer (Ukraine)
| Gelbes Symbol für Goldmedaillen mit stilisierten Olympischen Ringen | Graues Symbol für Silbermedaillen mit stilisierten Olympischen Ringen | Braundes Symbol für Bronzemedaillen mit stilisierten Olympischen Ringen |
| ------------------------------------------------------------------- | --------------------------------------------------------------------- | ----------------------------------------------------------------------- |
| 9                                                                   | 9                                                                     | 15                                                                      |

Die Jugend-Olympiamannschaft der Ukraine für die I. Olympischen Jugend-Sommerspiele vom 14. bis 26. August 2010 in Singapur bestand aus 55 Athleten.

## Athleten nach Sportarten

### Badminton
Mädchen
- Jelisaweta Scharka
Einzel: 25. Platz

### Bogenschießen
| Mädchen - Lidija Sitschenikowa Einzel: 9. Platz Mixed: 17. Platz (mit Benjamin Chu Vereinigte Staaten) | Jungen - Witalij Komonjuk Einzel: 17. Platz Mixed: 17. Platz (mit Erwina Safitri Indonesien) |

### Boxen
Jungen
- Oleg Nekljudow
Halbweltergewicht: 4. Platz
- Oleksandr Skoryi
Superschwergewicht: 5. Platz

### Fechten
| Mädchen - Alina Komaschtschuk Säbel Einzel: 4. Platz Mixed: 6. Platz (im Team Europa 3) | Jungen - Roman Switschkar Degen Einzel: 12. Platz |

### Gewichtheben
| Mädchen - Tetiana Syrota Superschwergewicht: 7. Platz | Jungen - Konstjantyn Rewa Schwergewicht: Bronze |

### Judo
| Mädchen - Ksenija Dartschuk Klasse bis 78 kg: Bronze Mixed: Bronze (im Team Tokio) | Jungen - Dmytro Atanow Klasse bis 55 kg: Bronze Mixed: 5. Platz (im Team New York) |

### Kanu
| Mädchen - Marija Kitschassowa Kajak-Einer Sprint: 8. Platz Kajak-Einer Slalom: 9. Platz | Jungen - Vasyl Zelnychenko Kajak-Einer Sprint: 6. Platz Kajak-Einer Slalom: 8. Platz - Anatolij Melnyk Kanu-Einer Sprint: Silber Kanu-Einer Slalom: Bronze |

### Leichtathletik
| Mädchen - Anastasija Tkatschuk 1000 m: 4. Platz - Olena Kolesnytschenko 400 m Hürden: Bronze - Oxana Rajta 2000 m Hindernis: Bronze - Alina Halchenko 5 km Gehen: 6. Platz - Hanna Schelech Stabhochsprung: Bronze - Hanna Alexandrowa Dreisprung: Bronze - Kateryna Derun Speerwurf: Gold | Jungen - Wjatscheslaw Schwydkyj 110 m Hürden: 10. Platz - Ihor Ljaschtschenko 10 km Gehen: Gold - Wiktor Tschernysch Hochsprung: Bronze - Vadym Adamchuk Weitsprung: 9. Platz - Yevhen Strokan Dreisprung: 4. Platz - Dmytro Ostrowskyj Kugelstoßen: 14. Platz - Serhij Reheda Hammerwurf: kein gültiger Versuch im Finale - Jurij Kuschniruk Speerwurf: 10. Platz |

### Moderner Fünfkampf
| Mädchen - Anastassija Spas Einzel: Bronze Mixed: Gold (mit Ilja Schugarow Russland) | Jungen - Jurij Fedetschko Einzel: 12. Platz Mixed: 7. Platz (mit Valeria Lim Singapur) |

### Ringen
| Mädchen - Karyna Stankowa Freistil bis 70 kg: Bronze | Jungen - Oleksij Schabskyj Griechisch-römisch bis 42 kg: 4. Platz - Oleksandr Lytwynow Griechisch-römisch bis 58 kg: Silber |

### Rudern
| Mädchen - Natalija Kowaljowa Einer: Silber | Jungen - Jurij Iwanow Einer: 6. Platz |

### Schießen
Jungen
- Denis Kuschnirow
Luftpistole 10 m: Gold
- Serhij Kulisch
Luftgewehr 10 m: Bronze

### Schwimmen
| Mädchen - Daryna Sewina 50 m Rücken: Silber 100 m Rücken: Gold 200 m Rücken: Bronze | Jungen - Andrij Howorow 50 m Freistil: Gold 100 m Freistil: 44. Platz 50 m Schmetterling: Gold - Andrij Kowbassa 50 m Rücken: 5. Platz 100 m Rücken: 7. Platz 200 m Rücken: 12. Platz |

### Segeln
| Mädchen - Sofija Laritschewa Byte CII: 14. Platz | Jungen - Pawlo Babitsch Byte CII: 5. Platz |

### Taekwondo
| Mädchen - Iryna Romoldanowa Klasse bis 44 kg: Silber | Jungen - Maxym Dominischyn Klasse bis 73 kg: Bronze |

### Tennis
Mädchen
- Elina Switolina
Einzel: Achtelfinale
Doppel: Viertelfinale
- Sofija Kowalez
Einzel: 25. Platz
Doppel: Viertelfinale

### Triathlon
Jungen
- Andrij Sirenko
Einzel: 19. Platz
Mixed: 10. Platz (im Team Europa 5)

### Turnen

#### Gymnastik
| Mädchen - Alina Krawtschenko Einzelmehrkampf: 17. Platz Schwebebalken: 6. Platz | Jungen - Oleh Stepko Einzelmehrkampf: Silber Boden: Silber Pferd: 8. Platz Barren: Gold Ringe: 4. Platz Seitpferd: Gold |

#### Rhythmische Sportgymnastik
Mädchen
- Wiktorija Schynkarenko
Einzel: 8. Platz

#### Trampolinturnen
| Mädchen - Diana Kljutschnyk Einzel: 9. Platz | Jungen - Oleksandr Satin Einzel: Gold |

### Wasserspringen
| Mädchen - Wiktorija Potechina Kunstspringen: Bronze Turmspringen: 6. Platz | Jungen - Alexander Bondar Kunstspringen: Silber Turmspringen: Silber |